# Шом (Україна)
Шом (угор. Beregsom) — село в Косоньській громаді Берегівського району Закарпатської області України.

## Географія
Село розташоване на автотрасі Чоп - Велика Добронь - Берегове. Навколо села нема ані річок, ані озер. Біля підніжжя Шомської гори є джерело, яке місцевим мешканцям знайоме з давніх часів. У 1960 р. селяни для розведення риби спорудили ставок 180 м² глибиною півтора метра, який поповнюється водою із джерела.
Шом - невеличке поселення, яке пролягло між Угорською низовиною та Карпатами на Закарпатській низовині. Клімат схожий на клімат низовин, але на нього впливає близькість Карпат, які майже не пропускають вітрів.

## Герб
У лазуровому щиті рука в червоному одязі, що тримає зелену виноградну лозу з двома такими ж листками і срібним гроном.

## Населення

### Мова
Розподіл населення за рідною мовою за даними перепису 2001 року:
| Мова            | Кількість | Відсоток |
| --------------- | --------- | -------- |
| угорська        | 1039      | 95.24%   |
| українська      | 48        | 4.40%    |
| російська       | 2         | 0.18%    |
| циганська       | 1         | 0.09%    |
| інші/не вказали | 1         | 0.09%    |
| Усього          | 1091      | 100%     |

## Історія
В межах селах знаходяться три археологічні пам’ятки -  поселення слов’янського племені,  та два поселення багатотисячорічної давнини. Ліворуч від дороги Шом – Каштанове (біля тваринницької ферми) розташовані поселення IV – III століть до нашої ери і давньоруського часу (ХІ – ХІІ століть). Розкопувалося в 1976 році експедицією ІА АН УРСР.  
В історичних та архівних документах спочатку згадується як Берегшом. 
У назві села слово «берег», мабуть було дано тому, що село відносилось до Березької жупи. А от назву «Шом» складніше визначити. Скоріш за все вона походить від власного імені.
Старожили Шома вважають, що назву селу дали ще перші поселенці, які прийшли сюди з Арпадом. У давніх документах місцевої школи знаходимо, що назву «Шом» дали його першопоселенці. У легенді говориться, що населення розріджувало навколо села ліс, в якому росло багато кизилу (шомфа). Тому місцеві поет Калман Шімив та вчителька географії Лілла Кедебец вважають, що від цієї рослини й пішла назва села.
Перша згадка датується 1270 р., в якості  маєтку угорського короля Іштвана V, який в 1272 р. передав землі села, разом із іншими, в користування до графа Лоняї. В 1318 р. село на певний час потрапило у володіння Мукачівського королівського замку.  В XV ст. в селі кілька разів проводилися комітатські збори. В 1566 р. через Шом пройшли татари, але, на відміну від більшості інших сіл, спалено воно не було. В межах села є пагорб Харна, з яким пов’язана легенда про захисників села від татарської навали. Всі вони загинули в нерівному бою і були поховані, а на місті поховання був насипаний пагорб.    
1904 року Міністерство внутрішніх справ Угорщини затвердило герб селища: на блакитному щиті - рука в червоному рукаві, що тримає зелену виноградну галузку з гроном[джерело?].
В період Чехословацької Республіки та за часів СРСР село отримало нову назву – Деренковец, в 1993 р. була відновлена скорочена назва Шом, хоч мешканці бажали повернення повної, історичної – Берегшом.
Перша згадка датується 1270 р., в якості  маєтку угорського короля Іштвана V, який в 1272 р. передав землі села, разом із іншими, в користування до графа Лоняї. В 1318 р. село на певний час потрапило у володіння Мукачівського королівського замку.  В XV ст. в селі кілька разів проводилися комітатські збори. В 1566 р. через Шом пройшли татари, але, на відміну від більшості інших сіл, спалено воно не було.  
В межах селах знаходяться три археологічні пам’ятки: поселення слов’янського племені, поселення 17-15 ст. до н.е. та  поселення 4-3 тыс. до н.е.  

## Архітектура

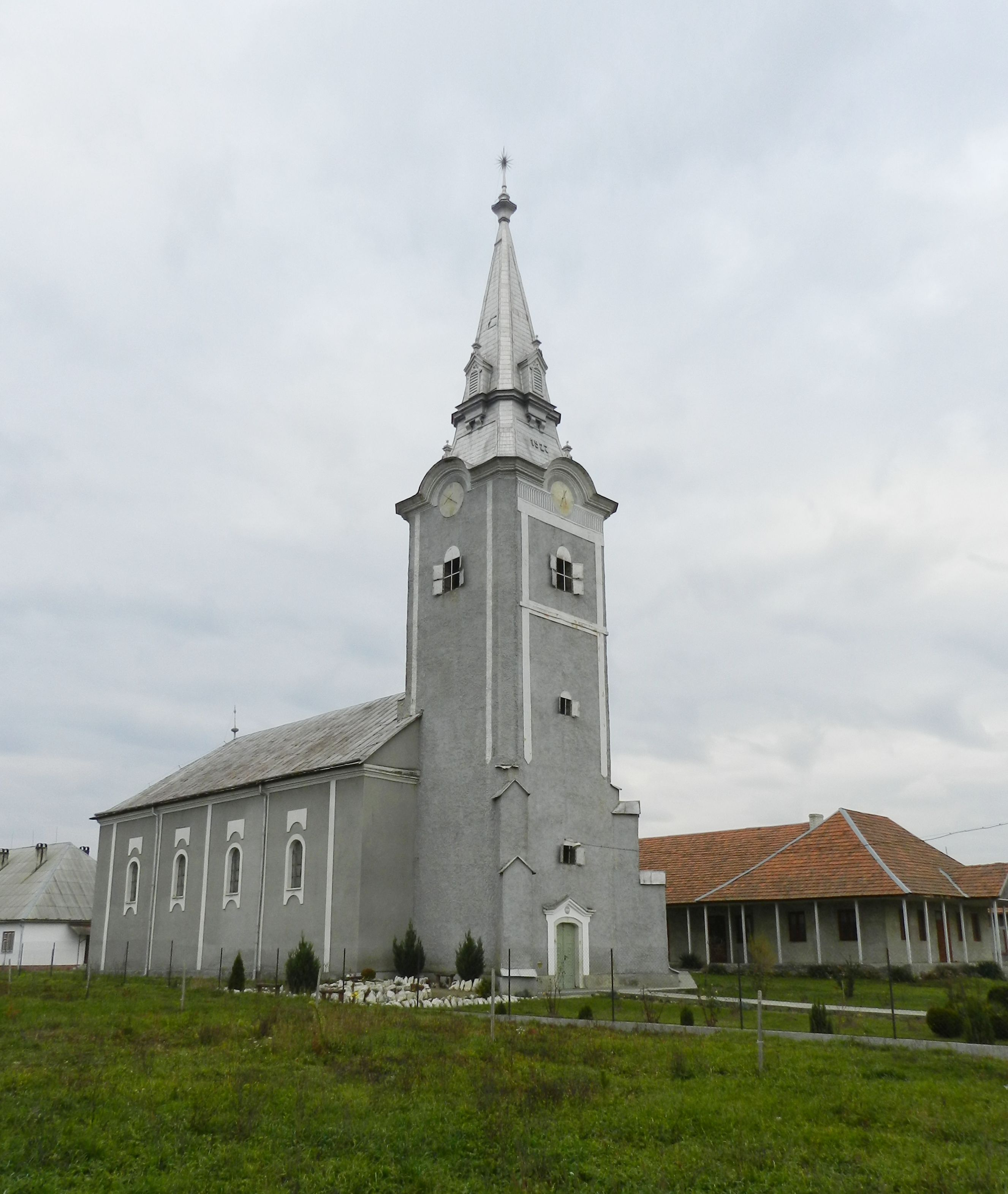
Реформатська церква в с. Шом

В XV ст. в селі була зведена перша церква, католицька, в готичному стилі. Через століття населення села перейшло в реформатство. В період між 1795 та 1800 рр. церква була перебудована, в 1863 р. пожежа сильно пошкодила храм, після ремонту 1895 р. вона має нинішній вигляд.
Церква занесена в перелік пам’яток місцевого значення. 
Перед церквою стоять два пам’ятника. Один з них був поставлений в 1927 р. громадою села на честь односельчан, що загинули в Першій світовій війні. В 1991 р. поруч був встановлений ідентичний за формою пам’ятник, на честь селян, що загинули в ході Другої світової війни та під час сталінської депортації 1944-45 рр. 

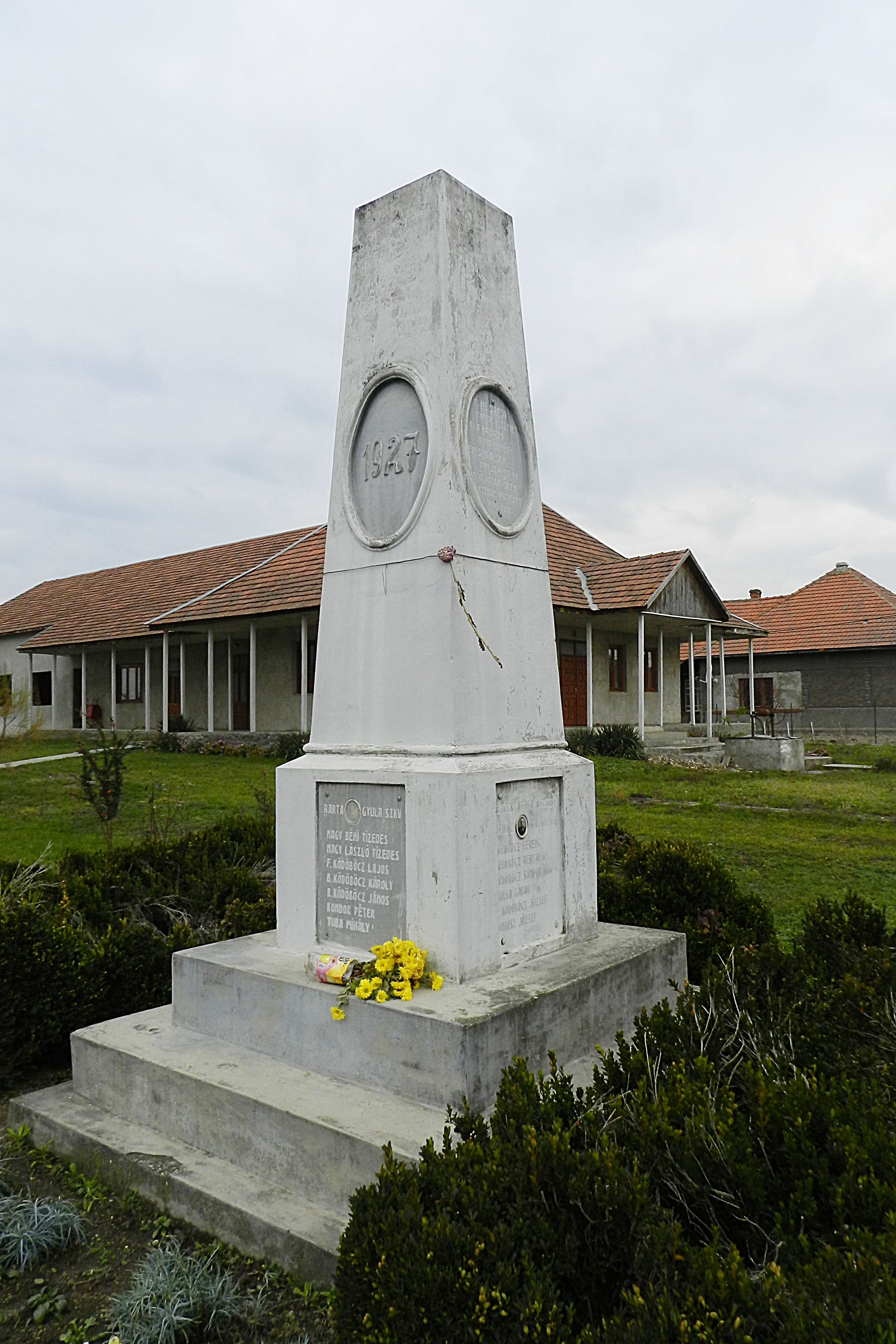
Пам’ятник на честь односельчан, що загинули в Першій світовій війні (1927 р.)

В XVII ст. в центрі села, неподалік церкви, була збудована дерев’яна садиба місцевого поміщика Чакі. Пізніше, в XVIII ст. на його місті був зведений кам’яний одноповерховий палац графа Лоняї, який, вочевидь, згодом перебудовувався. Сьогодні в колишньому палаці розміщуються сільська рада, амбулаторія, пошта та дитячий садок.  На жаль, це велика за площею та цікава з історичної точки зору зазнала суттєвих видозмін. Сьогодні більша частинка старої металічної покрівлі замінена на сучасну, яка своїм виглядом різко контрастує із старовинним стилем палацу. Дрібні архітектурні деталі на стінах палацу також в більшості знищені, відтак, палац втратив свій автентичний вид. 

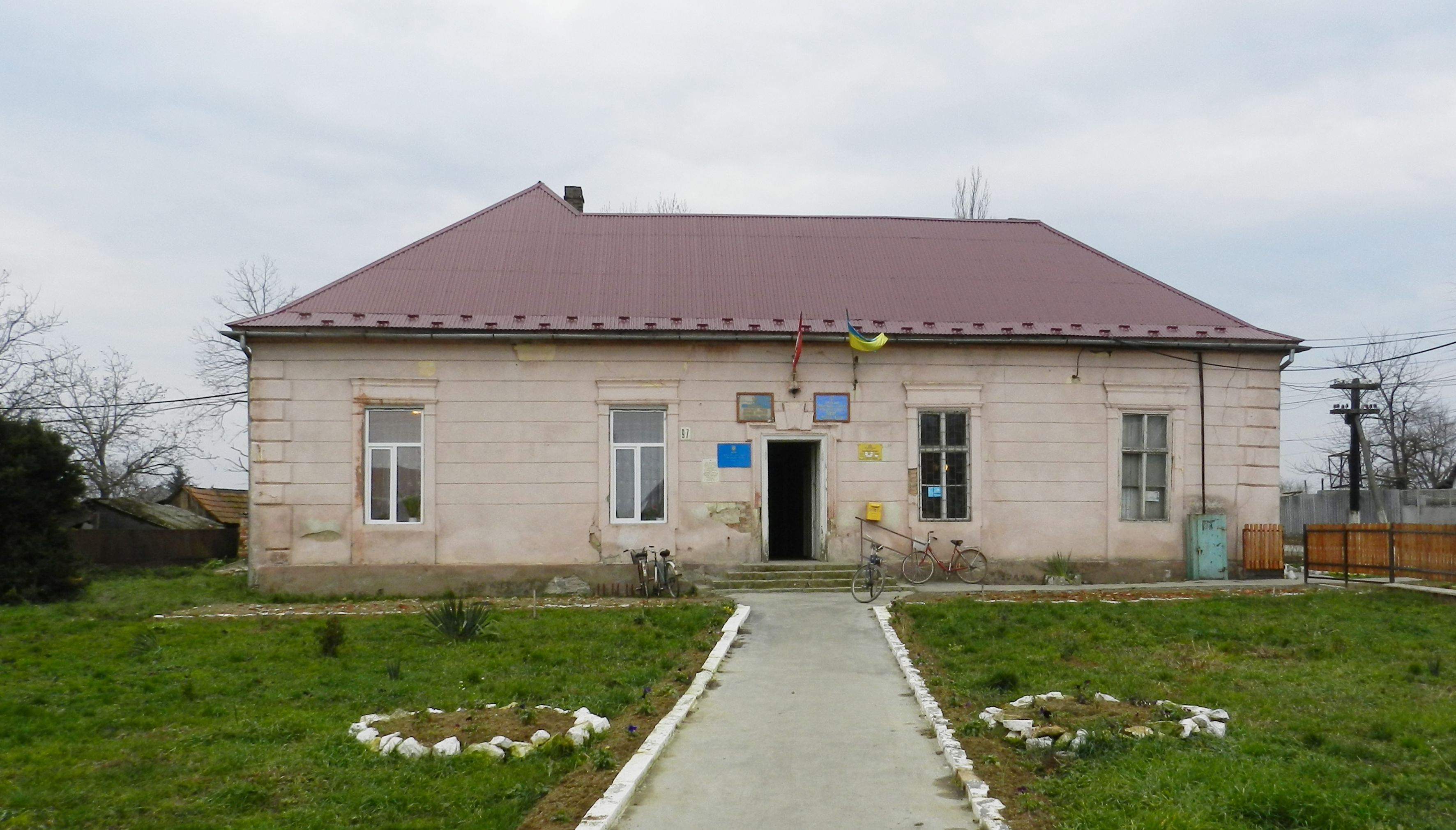
Сучасний вигляд садиби Лоняї

Біля церкви знаходилася парафія, при якій тривалий час діяла церковна школа, відкрита ще в 1794 році. Ця будівля була розібрана в радянській час, нині на її місці знаходиться новозбудований будинок священика. 

## Відомі особистості
-  у 1910 роц в селі народився угорський поет  Шюто Калман. На його честь на стіні його рідного будинку в 2006 р. була повішена табличка з написом угорською мовою – «В цьому домі народився та працював Шюто Калман, поет»  
- у 1941 році в селі народився угорський поет  Бейла Кечкеш.   

## Туристичні місця
- Біля підніжжя Шомської гори є джерело, яке місцевим мешканцям знайоме з давніх часів. У 1960 р. селяни для розведення риби спорудили ставок 180 м² глибиною півтора метра, який поповнюється водою із джерела. 
- В межах селах знаходяться три археологічні пам’ятки -  поселення слов’янського племені,  та два поселення багатотисячорічної давнини. Ліворуч від дороги Шом – Каштанове (біля тваринницької ферми) розташовані поселення IV – III століть до нашої ери і давньоруського часу (ХІ – ХІІ століть). Розкопувалося в 1976 році експедицією ІА АН УРСР. 
- В межах села є пагорб Харна, з яким пов’язана легенда про захисників села від татарської навали. Всі вони загинули в нерівному бою і були поховані, а на місті поховання був насипаний пагорб.  
- кам’яний одноповерховий палац графа Лоняї (відомого угорського землевласника), який, згодом перебудовувався. Сьогодні в колишньому палаці розміщуються сільська рада, амбулаторія, пошта та дитячий садок. 
- пам’ятник, на честь селян, що загинули в ході Другої світової війни та під час сталінської післявоєнної депортац
- памятник поставлений в 1927 році  громадою села на честь односельчан, що загинули в Першій світовій війн
- В XV столітті в селі була зведена перша церква, католицька, в готичному стилі, а  через сто років населення села перейшло в реформатство. В період між 1795 та 1800 роками церква була перебудована, в 1863 році пожежа сильно пошкодила храм, після ремонту 1895 року вона має нинішній вигляд.  Церква занесена в перелік пам’яток місцевого значення.